# Nostalgia (tidskrift)
Nostalgia är en svensk motortidning som utges av Förlags AB Albinsson & Sjöberg i Karlskrona. Den grundades 1993.